# Henichesk

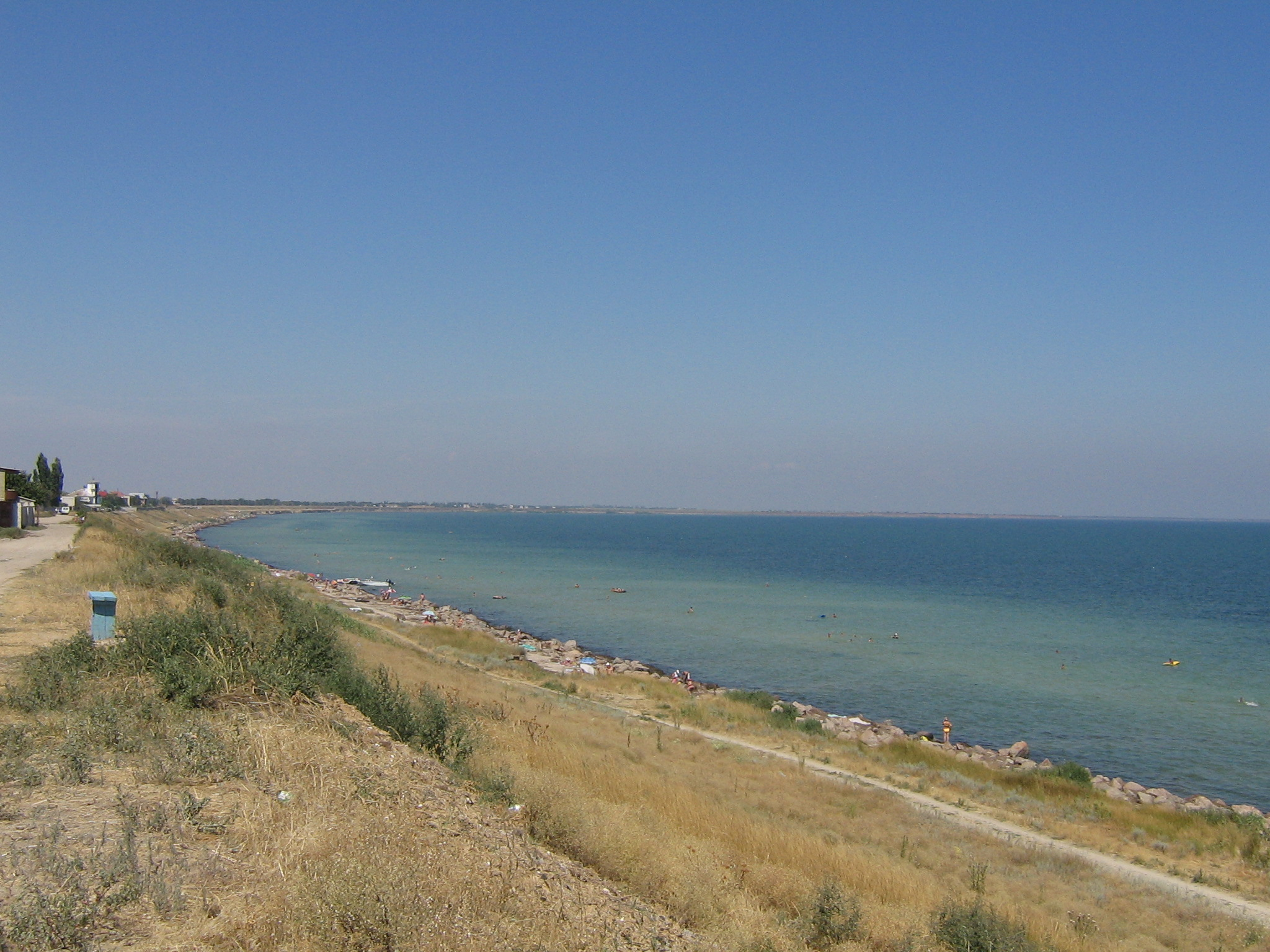
Praia em Henichesk

Henichesk é uma cidade portuária ao longo do Mar de Azov no Oblast de Kherson (província) do sul da Ucrânia. 

## História
Henichesk foi fundada como um forte pelo Império Russo em 1784 e desde 1812 também era conhecida como Ust-Ozivske. Era um porto e um centro de comércio na rota do sal que ia da Crimeia, Ucrânia e Rússia. Na virada do século XX foi a localização de um dos maiores moinhos de farinha no sul da Ucrânia.